# Samotny mężczyzna (film)

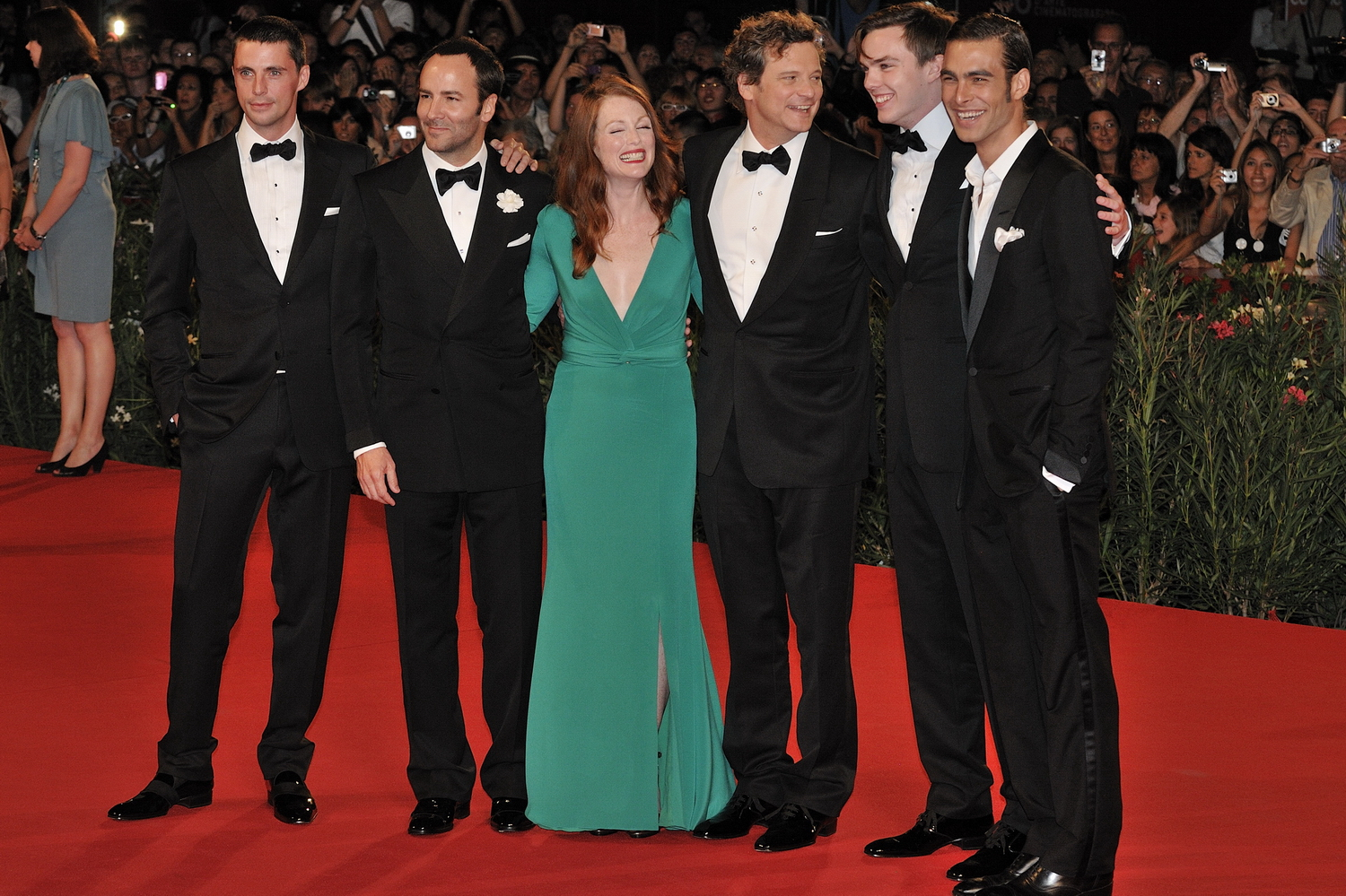
Matthew Goode, Tom Ford, Julianne Moore, Colin Firth, Nicholas Hoult i Jon Kortajarena na czerwonym dywanie podczas 66. Międzynarodego Festiwalu Filmowego w Wenecji.

Samotny mężczyzna (ang. A Single Man) − amerykański dramat obyczajowy z 2009 w reżyserii i według scenariusza debiutującego Toma Forda. Obraz zrealizowano na podstawie powieści Christophera Isherwooda pod tym samym tytułem. 
Film skupia się na jednej dobie (poza kilkoma retrospekcjami) z życia Brytyjczyka George’a Falconera, profesora uniwersyteckiego, który przeżywa żałobę po swoim niedawno zmarłym partnerze, żyjącego w południowej Kalifornii; akcja filmu rozgrywa się w czasie kryzysu kubańskiego (1962). W filmie kładziono nacisk na ubrania oraz architekturę okresu lat 60. XX wieku, scenografię wykonała ekipa współpracująca przy serialu Mad Men. Film rozmija się z powieścią przede wszystkim w dwóch kwestiach: śmierci Jima – partnera głównego bohatera oraz prób samobójczych protagonisty. W powieści Jim umarł w wyniku podróży do kochanki (którą George odwiedza w szpitalu), w filmie nie jest wyjaśnione dlaczego podróżował sam, a próby samobójcze George'a w ogóle nie występują.
Projekt miał swoją premierę 11 września 2009 podczas 66. Międzynarodowego Festiwalu Filmowego w Wenecji. Po zaprezentowaniu obrazu na 2009 Toronto International Film Festival, firma The Weinstein Company wniosła go do dystrybucji na terenie Stanów Zjednoczonych i Niemiec.

## Obsada
- Colin Firth jako George Carlyle Falconer
- Julianne Moore jako Charlotte „Charley”
- Nicholas Hoult jako Kenny Potter
- Matthew Goode jako Jim
- Jon Kortajarena jako Carlos
- Paulette Lamori jako Alva
- Ryan Simpkins jako Jennifer Strunk
- Ginnifer Goodwin jako pani Strunk
- Teddy Sears jako pan Strunk
- Paul Butler jako Christopher Strunk
- Aaron Sanders jako Tom Strunk
- Keri Lynn Pratt jako sekretarka
- Lee Pace jako Grant Lefanu
- Aline Weber jako Lois
- Adam Shapiro jako Myron
- Marlene Martinez jako Maria
- Jon Hamm jako Harold Ackerley (głos, niewymieniony w czołówce)

i inni

## Nagrody i nominacje
Oscary 2010
- nominacja: najlepszy aktor pierwszoplanowy − Colin Firth

Nagroda BAFTA 2009
- najlepszy aktor pierwszoplanowy − Colin Firth
- nominacja: najlepsze kostiumy − Arianne Phillips

Złote Globy 2009
- nominacja: najlepszy aktor w filmie dramatycznym − Colin Firth
- nominacja: najlepsza aktorka drugoplanowa − Julianne Moore
- nominacja: najlepsza muzyka − Abel Korzeniowski

Nagroda Satelita 2009
- najlepsza scenografia − Ian Phillips i Dan Bishop
- nominacja: najlepszy aktor w filmie dramatycznym − Colin Firth

Nagroda Gildii Aktorów Filmowych 2009
- nominacja: najlepszy aktor pierwszoplanowy − Colin Firth

Independent Spirit Awards 2009
- nominacja: najlepszy aktor pierwszoplanowy − Colin Firth
- nominacja: najlepszy pierwszy scenariusz − Tom Ford i David Scearce
- nominacja: najlepszy pierwszy film − Tom Ford, Chris Weitz, Andrew Miano i Robert Salerno

66. Międzynarodowy Festiwal Filmowy w Wenecji
- Puchar Volpiego dla najlepszego aktora − Colin Firth
- Queerowy Lew − Tom Ford